# Арыг-Бажы (сумон)
Сумон Арыг-Бажы (до 9 августа 2019 года — Кок-Чыраанский) — административно-территориальная единица (сумон) и муниципальное образование (сельское поселение) в Улуг-Хемском кожууне Тывы Российской Федерации.
Административный центр — село Арыг-Бажы.

## История
Статус и границы сельского поселения установлены Законом Республики Тыва от 24 декабря 2010 года N 268 ВХ-I «О статусе муниципальных образований Республики Тыва».
Распоряжением Правительства Российской Федерации от 9 августа 2019 года сумон Кок-Чыраанский был переименован в сумон Арыг-Бажы.

## Население
| 2002 | 2010 | 2011 | 2012 | 2013 | 2014 | 2015 | 2016 | 2017 |
| ---- | ---- | ---- | ---- | ---- | ---- | ---- | ---- | ---- |
| 752  | ↘584 | ↘581 | ↘575 | ↘540 | ↘527 | ↘526 | ↗538 | ↗543 |
| 2018 | 2019 | 2020 | 2021 |      |      |      |      |      |
| ↗554 | ↗560 | ↗572 | ↗603 |      |      |      |      |      |

## Состав сельского поселения
| № | Населённый пункт | Тип населённого пункта       | Население |
| - | ---------------- | ---------------------------- | --------- |
| 1 | Арыг-Бажы        | село, административный центр | ↗603      |